# Шуртан (деревня)
Шуртан — деревня в Красноуфимском округе Свердловской области. Входит в состав Нижнеиргинского сельского совета.

## География
Населённый пункт расположен на левом берегу реки Шуртан в 32 километрах на северо-запад от административного центра округа — города Красноуфимск.

### Часовой пояс
Шуртан как и вся Свердловская область, находится в часовой зоне МСК+2. Смещение применяемого времени относительно UTC составляет +5:00.

## Население
| 2002 | 2010 | 2021 |
| ---- | ---- | ---- |
| 16   | ↘8   | ↘1   |

## Улицы
Деревня разделена на две улицы: Набережная, Широкая.

## Известные уроженцы и жители
- Малых, Владимир Александрович — советский физик-ядерщик, Герой Социалистического Труда, лауреат Ленинской премии[8].